# Kijasovskij rajon
Il Kijasovskij rajon (in russo Киясовский район?, in lingua udmurta Кияса ёрос) è un municipal'nyj rajon della Repubblica Autonoma dell'Udmurtia, in Russia. Istituito il 4 novembre 1926, occupa una superficie di circa 821,3 chilometri quadrati, ha come capoluogo il villaggio di Kijasovo e una popolazione di 8 792 abitanti. Il distretto è suddiviso in 8 comuni rurali.